# 9-Aminoacridin
9-Aminoacridin ist eine chemische Verbindung aus der Gruppe der heterocyclischen aromatischen Amine und ist ein Derivat von Acridin.

## Gewinnung und Darstellung
9-Aminoacridin kann durch Erhitzung von N-Phenylanthranilsäure mit Phosphorpentachlorid und anschließend mit Ammoniumcarbonat in Phenol gewonnen werden.
Es kann auch durch Reaktion von Acridin mit Natriumamid gewonnen werden.

## Eigenschaften
9-Aminoacridin ist ein gelber Feststoff, der praktisch unlöslich in Wasser ist. Das Hydrochlorid ist ein gelbes, kristallines, geruchloses, bitter schmeckendes Pulver, das löslich in Wasser und Ethanol, wenig löslich in physiologischer Kochsalzlösung und praktisch unlöslich in Diethylether und Chloroform ist. Das Hemihydrat besitzt eine orthorhombische Kristallstruktur mit der Raumgruppe Fddd (Raumgruppen-Nr. 70).

## Verwendung
9-Aminoacridin ist ein stark fluoreszierender Aminoacridin-Farbstoff, der als starkes Mutagen in Viren und Bakterien wirkt. Das Hydrochlorid wird als Antiseptikum verwendet.